# 無雙OROCHI 蛇魔2
《無雙OROCHI 蛇魔2》是由光榮特庫摩和ω-force開發，於2011年12月22日發行的動作遊戲，對應機種最初包括Playstation 3、Xbox 360，两個平台版本都對應3D顯示功能。這是無雙OROCHI系列的第四款作品（主要由《真三國無雙6》和《戰國無雙3》的人物融合），亦是《無雙OROCHI 蛇魔再臨》的正式續作。
於2012年7月19日發行對應PSP平台的《無雙OROCHI 蛇魔2 Special》。Wii U移植版《無雙OROCHI 蛇魔2 Hyper》是Wii U的首发游戏。加强版《無雙OROCHI 蛇魔2 Ultimate》陆续登陆PlayStation Vita、Xbox One、PlayStation 4和任天堂Switch。2022年7月12日，《终极版》登陆Windows平台，收录全部DLC內容。

## 劇情
《無雙OROCHI 蛇魔2》的故事發生在無雙OROCHI 蛇魔再臨故事結束的幾年，當無雙英傑們把遠呂智的勢力徹底粉碎後，得到了短暫的和平。但八岐大蛇的橫空出現，卻又帶來比遠呂智更可怕的災害；加上平清盛的重現，令無數的無雙英傑敗亡。殘存的司馬昭、馬超和竹中半兵衛遇上了神祕女性輝夜姬，帶他們回到過去，穿梭時空以找出打倒蛇妖的方法。

### 人物
《無雙OROCHI 蛇魔2》含有132名的遊戲角色，包括《真三國無雙6 猛將傳》、《戰國無雙3 Z》及該系列未登場的可操作角色、《無雙OROCHI Z》及本作的原創角色等。另外本作首次與其他光榮特庫摩作品融合，讓部份角色參戰，當中包括《忍者外傳》、《生死格鬥》、《魔獸戰士ZERO》、《長劍風暴：百年戰爭》及《特洛伊無雙》中的代表角色。
以下是本作的新角色：
- 輝夜姬（かぐや）（声：牧島有希），日本神話竹取物語的月亮公主。
- 酒吞童子（声：小西克幸），日本神話中的三大妖怪之一。
- 哪吒（声：宮坂俊藏），中國神話中的角色，在過去的大戰因身體受重創，被素戔嗚改造後再度重生。
- 素戔嗚（声：濱田賢二），日本神話中的神祇。

另外有與光榮特庫摩旗下的五款遊戲進行合作，各自加入一位代表角色進入故事中的異世界：
- 龍隼（リュウ・ハヤブサ）（声：堀秀行），以忍者外傳系列的代表人物加入本作，龍隼調查期間被捲入異世界之中，屬於他的特別關卡是「姉川之戰」。
- 綾音（あやね）（声：山崎和佳奈），以生死格鬥系列的代表人物加入本作，被其他敵派系忍者追殺時捲入異世界，屬於她的特別關卡是「長谷堂之戰」。
- 內枚亞（ネメア）（声：小山力也），魔獸戰士ZERO中的人物，屬於他的特別關卡是「九州之戰」。
- 聖女貞德（ジャンヌ・ダルク）（声：冬馬由美），長劍風暴：百年戰爭中的人物，屬於她的特別關卡是「定軍山之戰」。
- 阿基里斯（アキレウス）（声：神奈延年），特洛伊無雙中的人物，吃下致命一箭前捲入異世界，屬於他的特別關卡是「南中之戰」。

## 遊戲玩法
《無雙OROCHI 蛇魔2》仍保留三人一組的「團隊戰鬥系統」，使用者在戰鬥中可任意替換隊伍內的武將；同時也包含了兩位玩家在同一螢幕的合作遊玩的功能。以下為更動的項目：
- 在角色模組上仍保留「速型」、「力型」、「技型」等三種，另增加可使用影技的「閃型」（wonder），部份舊有武將的特技被變更。
- 新增「真‧合體技」。
- 新加入團隊攻擊技能「替換連續技」，可三人聯手攻擊與快速替換。
- 新增「無雙戰場模式」，玩家可以改造預設關卡，並上載至網絡分享。

### Special
以下為更新的項目：
- 在故事模式及自由模式中，都可利用「Ad-Hoc通信」來進行二人連線遊戲。
- 可使用PS3版存檔繼承，最初全角色都可以使用，並新增武將成長初期化的機能。
- 新增對戰特化新模式「Battle Royal Mode」，最大4人對戰遊玩可能，其中包括「戰術道具」及「競爭任務」等特殊規則。
- 本作將加入兩位新角色：
  - 安倍晴明（声：細谷佳正），日本平安時代精通天文及各種咒術的天才陰陽師，因發現到時空的扭曲，於是決定進入異世界，屬於他的特別關卡是「上田城奪還戰」。
  - 瑞秋（レイチェル）（声：富澤美智惠），以忍者外傳系列的代表人物加入本作，在紐約街道狩獵魔神時被捲入異世界之中，屬於她的特別關卡是「江東之戰」。

### Hyper
以下為更新的項目：
- 新增「對戰模式」。
- 本作將加入兩位新角色：
  - 神農（声：福原耕平），管理醫藥及農業的仙界人物，屬於他的特別關卡是「陽平關防衛戰」。
  - 紅葉（もみじ）（声：皆口裕子），以忍者外傳系列的代表人物加入本作，在留守隼之里的時候受到妖蛇影響時空之故而被捲入異世界中，屬於她的特別關卡是「宛城之戰」。

### Ultimate
以下為更新的項目：
- 新增故事「前日談」及「後日談」。
- 新增以五人一組探索迷宮的「無限模式」。
- 新增融合對戰與卡片戰鬥的「決鬥模式」。
- 新增利用等級初期化以獲得新技能及成長玉的「轉生系统」。
- 新增戰鬥中可轉換「戰鬥風格」。
- 新增攻擊招式「空中類型攻擊」。
- 新增聯合招式「真‧無雙爆發」。
- 新增三位一體連續攻擊的「三重突擊」。
- 新增《真·三國無雙7》的移動中騎馬功能。
- 提升「真‧無雙戰場」的自由度。
- 透過滿足特定的關卡条件，每位角色可獲得一把五级的「仙界武器」。
- 本作將加入九位新角色（角色總數達145名；玉藻前、應龍、哪吒（人形）、九尾狐及渾沌的角色造型由山田章博設計）：
  - 應龍（声：真殿光昭），中國神話中的角色，與伏犠等人並列為猛將，討伐仙界魔物有功。
  - 哪吒（人型）（声：宮坂俊藏），中國神話中的角色，生於人間和仙界之間，因出眾的戰鬥能力而被仙界軍招至麾下，出自《封神演义》。
  - 玉藻前（たまものまえ）（声：小松由佳），日本神話中的三大妖怪之一，在妖蛇死后出現的妖艷美女，對人類抱懷著強烈恨意，以戰場上所散發出的怨念為糧食，與魔王遠呂智的心腹妲己是一起策劃事件的同謀。
  - 九尾狐（声：小松由佳）中國神話中的角色，擁有人類容貌及狐狸耳朵與尾巴的妖魔，從腰部長出的九條尾巴可當成武器任意操作，成為戰場上的利器，經常讓尾巴幻化成人類的姿態，將敵人翻弄於鼓掌之間。
  - 渾沌（声：大場真人）中國神話中的角色，一名憧憬著沒有秩序的世界的妖魔，居住在與本作的舞臺“異世界”不同的世界中，以不可一世的態度消滅維持秩序的對手。
  - 徐庶（声：私市淳），真·三國無雙6 帝王傳裡新登場的角色，是劉備的優秀軍師之一，在妖蛇出現后與馬超等人一起踏上征途。
  - 霞（かすみ）（声：桑島法子），以生死格鬥系列的代表人物加入本作，在追尋從自己基因所製成的究極超級複製人「Alpha-152」時，被時空扭曲捲入而來到異世界，屬於她的特別關卡是「兗州之戰」。
  - 史特爾格（ステルク）（声：小杉十郎太），以鍊金術士系列的代表人物加入本作，在結束梅露露的護衛任務返回亞蘭德的途中，被時空扭曲捲入而來到異世界，屬於他的特別關卡是「徐州之戰」。
  - 蘇菲緹雅（ソフィーティア）（声：中村千繪），以劍魂系列的代表人物加入本作，在拯救被虜為人質的女兒一戰後，在返家途中被時空扭曲捲入而來到異世界，屬於她的特別關卡是「遼東之戰」。

## 外部連結
- （日語）《無雙OROCHI 蛇魔2》官方網站 （页面存档备份，存于）
- （日語）《無雙OROCHI 蛇魔2 Special》官方網站 （页面存档备份，存于）
- （日語）《無雙OROCHI 蛇魔2 Hyper》官方網站 （页面存档备份，存于）
- （日語）《無雙OROCHI 蛇魔2 Ultimate》官方網站 （页面存档备份，存于）
- （日語）《無雙OROCHI 蛇魔2》官方推特 （页面存档备份，存于）